# Тара (национальный парк)
«Тара» (серб. Национални парк Тара) — национальный парк в западной части Сербии площадью 22 000 гектаров, расположенный в самой высокой части горы Тара, находящийся на территории муниципалитетов Байина-Башта и Ужице.

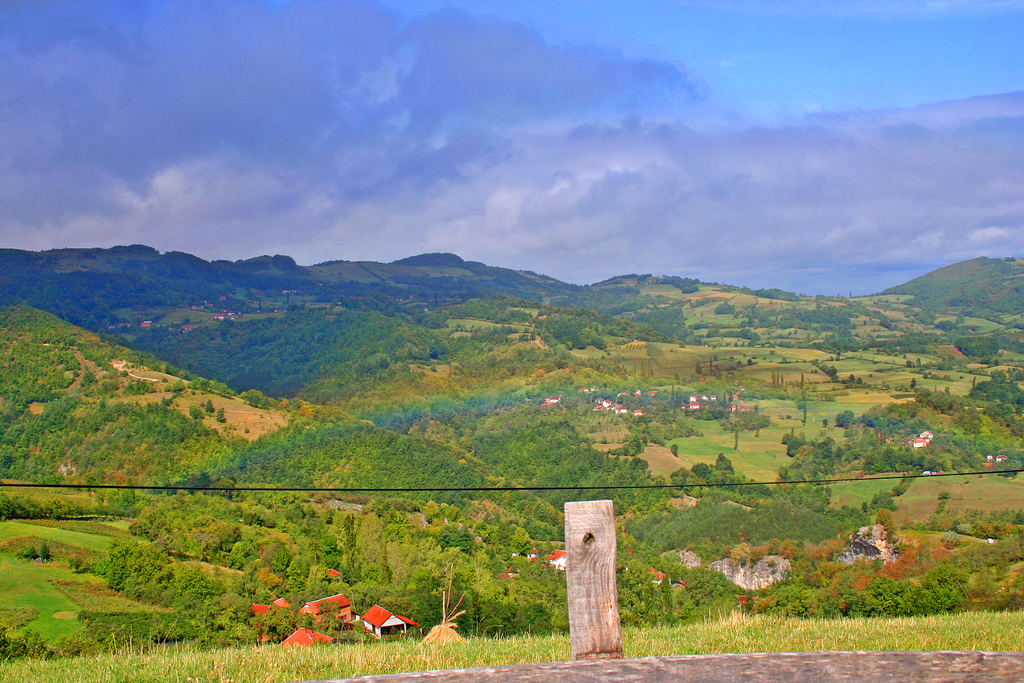
Национальный парк «Тара»

Из-за известняка такие реки, как Белый Рзав, Рача, Дервента образовали глубокие ущелья и каньоны. Кроме того, встречаются провалы, пещеры и бухты. Таким образом, были созданы условия, в которых по сей день сохраняется богатая флора и фауна. Неоднородность рельефа, разнообразие геологических субстратов, влажный климат и тёплая известняковая среда обитания привели к созданию разнообразных лесных экосистем со сложной структурой с большим количеством реликтовых и эндемичных видов.
Наиболее интересный представитель эндемиков и реликтов национального парка «Тара» — сербская ель, произрастающая на этой территории ещё с третичного периода; обнаружил её и описал Йосиф Панчич. Любопытно, что сами сербы называют ель панчичевой (серб. Панчићева оморика). Есть также пихта белая, ель обыкновенная, сосна обыкновенная, осина, виды клёна, берёза бородавчатая, бук лесной и некоторые другие деревья. В парке зарегистрировано 53 вида млекопитающих, 153 вида птиц и 28 видов рыб. Под особой защитой находятся медведь, серна и европейская косуля.